# Mark 14 (核爆弾)
Mark 14はアメリカ合衆国が開発した核爆弾。水素爆弾であり、固形重水素化リチウムを核物質として用いた初の実用型核融合兵器である。
1953年のソ連の水爆実験の成功を受けて、より実用的な核融合兵器として開発された。当初名称はTX-14またはEC-14であり、実験兵器扱いであった。1954年4月26日のキャッスル・ユニオン作戦（キャッスル作戦）の核実験で爆発試験が行われ、6.9MTの核出力を記録した。
TX-14にはトリチウムの生成に有利なリチウム6同位体を95%程度（自然界では7%程度）にまで濃縮したものが用いられた。融合反応起爆のためにテラー＝ウラム・デザインによるステージ化された構造となっている。核出力の7割がタンパーのウランによる核分裂反応からもたらされる。これは融合反応による中性子を受けたものである。
爆弾のサイズは直径61.4インチ、長さ222インチ、重量28,950から31,000ポンド。アメリカ空軍のB-36爆撃機への搭載が想定されており、投下時には直径64ftのパラシュートを用い、空中爆発信管である。ただし、投下による核実験は行なわれていない。
5発が1954年に生産された。すでにMark 16が1954年1月に生産されていたために、アメリカの配備された核融合兵器としてはMark 14が2番目のものとなる。また、より大威力のMark 17の生産は1954年7月には開始されたこともあり、配備は1954年2月から10月であった。1956年には解体され、核燃料などはMark 17に再利用された。なお、「アラームクロック(Alarm Clock)」との別称もあるが、これは核兵器デザインの一つであるアラームクロック方式（核分裂物質と核融合物質を同一殻内に互層に配置する方法）とは無関係である。